# Poświętna
Poświętna – część wsi Racławice w Polsce, położona w województwie podkarpackim, w powiecie niżańskim, w gminie Nisko.
W latach 1975–1998 Poświętna należała administracyjnie do województwa tarnobrzeskiego.